# Czarnowo Wielkie
Czarnowo Wielkie (niem. Groß Jodupp) – osada leśna w Polsce położona w województwie warmińsko-mazurskim, w powiecie gołdapskim, w gminie Gołdap.
W latach 1975–1998 miejscowość administracyjnie należała do województwa suwalskiego.
Inne miejscowości o nazwie Czarnowo: Czarnowo.
Podczas akcji germanizacyjnej nazw miejscowych i fizjograficznych (tzw. chrzty hitlerowskie) utrwalona historycznie nazwa niemiecka Groß Jodupp (Wielkie Jodupy) została w 1938 r. zastąpiona przez administrację nazistowską sztuczną formą Holzeck.